# Russia Open 1996
Die Russia Open 1996 im Badminton fanden vom 10. bis zum 13. Oktober 1996 in Moskau statt.

## Sieger und Platzierte
| Disziplin    | Gold                          | Silber                                | Bronze                          |
| ------------ | ----------------------------- | ------------------------------------- | ------------------------------- |
| Herreneinzel | Sun Jun                       | Hu Zhilang                            | Jeffer Rosobin                  |
| Herreneinzel | Sun Jun                       | Hu Zhilang                            | Chen Gang                       |
| Dameneinzel  | Han Jingna                    | Gong Zhichao                          | Yao Yan                         |
| Dameneinzel  | Han Jingna                    | Gong Zhichao                          | Camilla Martin                  |
| Herrendoppel | Andrei Antropow Nikolai Sujew | Ge Cheng Tao Xiaoqiang                | Aras Razak Hadi Sugianto        |
| Herrendoppel | Andrei Antropow Nikolai Sujew | Ge Cheng Tao Xiaoqiang                | Michael Søgaard Henrik Svarrer  |
| Damendoppel  | Helene Kirkegaard Rikke Olsen | Marina Andrievskaia Christine Gandrup | Emma Chaffin Sarah Hardaker     |
| Damendoppel  | Helene Kirkegaard Rikke Olsen | Marina Andrievskaia Christine Gandrup | Ann Jørgensen Majken Vange      |
| Mixed        | Chen Xingdong Peng Xinyong    | Michael Søgaard Rikke Olsen           | Nick Ponting Joanne Goode       |
| Mixed        | Chen Xingdong Peng Xinyong    | Michael Søgaard Rikke Olsen           | Thomas Stavngaard Ann Jørgensen |